# Dojo Toolkit
Dojo Toolkit(도조 툴킷)은 크로스 플랫폼, 자바스크립트/Ajax기반 애플리케이션, 웹사이트들의 신속한 개발의 편의성을 위해 만들어진 오픈소스 모듈러 자바스크립트 라이브러리이다. Alex Russell, Dylan Schiemann, David Schontzler 등에 의해 2004년에 개발되기 시작했고 modified BSD 라이선스와 Academic Free 라이선스(≥ 2.1)의 듀얼 라이선스를 채택하고 있다. Dojo 재단은 이 툴킷의 사용을 촉진시키기위해 만들어진 비영리 단체이다.

## 같이 보기
- 자바스크립트 프레임워크
- 자바스크립트 라이브러리